# Texola
Genre
Le genre Texola regroupe des insectes lépidoptères (papillons) de la famille des Nymphalidae et de la sous-famille des Nymphalinae présents dans le sud de l'Amérique du Nord.

## Espèces
- Texola anomalus (Godman et Salvin, 1897) présent au Mexique.
- Texola elada (Hewitson, [1868]) présent au Mexique et dans le sud des USA, Arizona et Texas.
  - Texola elada elada
  - Texola elada perse (Edwards, 1882)
  - Texola elada ulrica (Edwards, 1877)